# Machimus dubiosus
Machimus dubiosus är en tvåvingeart som beskrevs av Becker 1923. Machimus dubiosus ingår i släktet Machimus och familjen rovflugor. Inga underarter finns listade i Catalogue of Life.